# کولوس (آدیغیه)
کولوس (روسی: Ко́лос) یک منطقه مسکونی در روسیه است که در شهرستان تئوچژسکی آدیغیه واقع شده است.